# Anne von Canal
Anne Helene von Canal (* 29. Juni 1973 in Hüttental als Anne Helene Bubenzer; † 20. Oktober 2022 in Winningen) war eine deutsche Schriftstellerin und Übersetzerin.

## Leben
Sie wurde 1973 als Anne Helene Bubenzer in Hüttental, heute eingemeindet nach Siegen, geboren und wuchs in Freudenberg auf. Sie studierte Skandinavistik, Germanistik und Anglistik in Freiburg im Breisgau und Oslo. Danach absolvierte sie ein Lektoratsvolontariat im Verlag Kiepenheuer & Witsch und arbeitete anschließend als Lektorin in der Verlagsgruppe Lübbe und im Rowohlt Verlag. 2008 machte sie sich als Autorin, Übersetzerin, Lektorin sowie Moderatorin von literarischen Veranstaltungen mit skandinavischen Autoren selbständig.
Ab 2004 veröffentlichte sie unter den Pseudonymen Amelie Fichte und Lena Frey mehrere Geschenkbücher. Unter ihrem Geburtsnamen Anne Helene Bubenzer erschien 2008 mit Die unglaubliche Geschichte des Henry N. Brown ein Roman, dessen Erfolg Übersetzungen ins Italienische, Spanische und Amerikanische nach sich zog.
Ein großer Erfolg bei Presse und Publikum war 2014 ihr Roman Der Grund – die erste Publikation unter ihrem Ehenamen Anne von Canal. Die Namensänderung in Verbindung mit einer Information des Verlages gab Anlass zur Verbreitung der irrtümlichen Annahme, bei Der Grund handele es sich um ein literarisches Debüt. Vor dem Hintergrund des schwedischen Großbürgertums in den 1960er-Jahren und der historischen Entwicklungen im Baltikum in den 1990er-Jahren sowie dem Fährunglück der Estonia beschäftigt sich der Roman mit der Frage, wie oft ein Mensch von vorn beginnen kann. Der Grund wurde ins Estnische, Französische und ins Lettische übersetzt.
Anne von Canal war Stipendiatin unter anderem am Baltic Center for Writers and Translators, am Hanse-Wissenschaftskolleg Delmenhorst und bei der Fondation Heinrich & Jane Ledig-Rowohlt. Für die Recherche zu ihrem Roman Whiteout reiste sie in die Arktis und war Gast der Forschungsstation AWIPEV des Alfred-Wegener-Instituts. Darüber hinaus erhielt sie für Whiteout ein Werkstipendium des Deutschen Literaturfonds. Der Roman wurde vom NDR als „Buch des Monats“ ausgewählt und als stimmungsvoller Roman gelobt, „der das Vergängliche unserer Beziehungen und Träume beleuchtet“. In Zusammenarbeit mit Heikko Deutschmann entstand 2021 das Buch I Get a Bird, ein Briefwechsel zweier fiktiver Figuren.
Anne von Canal lebte in Hamburg und Winningen an der Mosel. Sie starb nach schwerer Krankheit im Oktober 2022 im Alter von 49 Jahren an einer rasch fortschreitenden ALS. Zum ersten Todestag der Autorin veröffentlichte der Mareverlag ihren letzten Text, die Erzählung Dreiband.

## Publikationen

### Als Anne von Canal
- Der Grund. Roman. Mareverlag, Hamburg 2014, ISBN 978-3-8664-8196-1.
- Schneeengel. In: Eine Welt von Schnee. Hg. Ursel Allenstein und Ulrike Ostermeyer. Arche Verlag, Hamburg 2015.
- Gute Nachrichten. In: Irgendwo ins grüne Meer. Geschichten von Inseln. Anthologie. Hg. Anne von Canal und Isabel Bogdan. Arche Verlag, Hamburg 2016, ISBN 978-3-7160-4010-2.
- als Hrsg.: Irgendwo ins grüne Meer. Geschichten von Inseln. Anthologie. Hg. mit Isabel Bogdan. Arche Verlag, Hamburg 2016.
- Whiteout. Roman. Mareverlag, Hamburg 2017, ISBN 978-3-8664-8247-0.
- Mit alles. In: Weihnachten mit Punkt Punkt Punkt. Achtzehn eigenwillige Weihnachtsgeschichten. Anthologie. Hg. Marcus Gärtner und Dinah Fischer. Rowohlt Polaris, Reinbek bei Hamburg 2018.
- Mein Gotland. Erzählungen von Wind, Zeit und Einsamkeit. Mareverlag, Hamburg 2020, ISBN 978-3-8664-8623-2.
- mit Heikko Deutschmann: I get a bird. Mareverlag, Hamburg 2021, ISBN 978-3-8664-8682-9.
- Dreiband. Mareverlag (Sonderausgabe beim Verlag), Hamburg 2023.

### Als Anne Helene Bubenzer
- als Hrsg.: Tödliche Bescherung. Die spannendsten Weihnachtskrimis aus Skandinavien. Wunderlich, Reinbek bei Hamburg 2006.
- Die unglaubliche Geschichte des Henry N. Brown. Roman. Thiele, München/Wien 2008.
- mit Gabriele Haefs: Lesereise Oslo. Auf der Suche nach Ibsens Badewanne. Picus Verlag, Wien 2010.
- Das Weihnachtswunder des Henry N. Brown. Thiele, München/Wien 2013.

### Werke unter Pseudonym
- als Lena Frey: Was ich Dir schon immer sagen wollte. 111 besondere Liebeserklärungen. Ehrenwirth, Bergisch Gladbach 2004.
- als Amelie Fichte mit Barry Gould: 11 leichte Lektionen in schwarzem Humor. Ehrenwirth, Bergisch Gladbach 2004.
- als Lena Frey: Was ich Dir gern schenken möchte. 111 besondere Glücksmomente. Ehrenwirth, Bergisch Gladbach 2005.
- als Lena Frey mit Volker Nikov: Du bist zum Knutschen. Bärenstarke Komplimente. Ehrenwirth, Bergisch Gladbach 2007.
- als Lena Frey: Weil Du mir so wichtig bist. 111 Geschenke der Freundschaft. Ehrenwirth, Bergisch Gladbach 2007.
- als Amelie Fichte mit Volker Sponholz: All die Jahre. Eine Schafsliebe. Rowohlt, Reinbek bei Hamburg 2007.
- als Amelie Fichte mit Volker Sponholz: Ohne Dich bin ich nur halb. Rowohlt, Reinbek bei Hamburg 2008.

## Übersetzungen

### Als Anne von Canal
- Line Nagell Ylvisåker: Meine Welt schmilzt. Wie das Klima mein Dorf verwandelt. Hoffmann und Campe, Hamburg 2021.
- Siri Helle: Mit meinen Händen. Vom Glück, etwas selbst zu machen. Rowohlt Taschenbuch, Hamburg 2022.

### Als Anne Bubenzer
- Jørn Lier Horst: Ruhe nicht in Frieden (= Roman um William Wisting. Band 1). RM Buch und Medien Vertrieb, Rheda-Wiedenbrück/Gütersloh 2007.
- Jørn Lier Horst: Wenn das Meer verstummt. Kriminalroman. Rowohlt, Reinbek bei Hamburg 2007.
- Lars Elling: Zwei und zwei. Ein Beutelnasenbär sucht die Liebe. Rowohlt, Reinbek bei Hamburg 2008.
- Kjell Ola Dahl: Schwarzes Gold. Roman. Bastei Lübbe, Bergisch Gladbach 2008.
- mit Dagmar Lendt: James Patterson, Liza Marklund: Letzter Gruß. Limes-Verlag, München 2010.
- Mikael Bergstrand: Weisse Rache. Rowohlt, Reinbek bei Hamburg 2011.
- mit Dagmar Lendt: Kari F. Braenne: Der Wald wirft schwarze Schatten. Roman. Rowohlt Polaris, Reinbek bei Hamburg 2012.
- Polizei Oslo (Hg.): Rollstuhl auf Geisterfahrt. Wir kümmern uns. Die kuriosen Tweets der Osloer Polizei. Hg. Polizei Oslo. Rowohlt, Reinbek bei Hamburg 2015.

Werke von Liza Marklund
- Nobels Testament. Ein Fall für Annika Bengtzon. Hoffmann und Campe, Hamburg 2007.
- mit Dagmar Lendt: Lebenslänglich. Thriller. Kindler Verlag, Reinbek bei Hamburg 2008.
- mit Dagmar Lendt: Kalter Süden. Kriminalroman. Ullstein, Berlin 2009.
- mit Dagmar Lendt: Weißer Tod. Kriminalroman. Ullstein, Berlin 2012.
- mit Dagmar Lendt: Jagd. Kriminalroman. Ullstein, Berlin 2016.

Werke von Kjetil Johnsen
- Das Lazarusphänomen. Wenn die ganze Welt dich jagt. Arena Verlag, Würzburg 2011.
- mit Dagmar Lendt: Das Böse vergisst nie (= Dark Village. Band 1). Coppenrath Verlag, Münster 2013.
- mit Dagmar Lendt: Dreht Euch nicht um (= Dark Village. Band 2). Coppenrath Verlag, Münster 2013.
- mit Dagmar Lendt: Niemand ist ohne Schuld (= Dark Village. Band 3). Coppenrath Verlag, Münster 2013.
- mit Dagmar Lendt: Zurück zu den Toten (= Dark Village. Band 4). Coppenrath Verlag, Münster 2014.
- mit Dagmar Lendt: Zu Erde sollst Du werden (= Dark Village. Band 5). Coppenrath Verlag, Münster 2014.